# Вамала
Вамала (фин. Vammala, швед. Vammala) је град у Финској, у средишњем делу државе. Вамала је трећи по величини и значају град округа Пирканска земља, где он са окружењем чини општину Састамала.

## Географија
Град Вамала се налази у средишњем делу Финске. Од главног града државе, Хелсинкија, град је удаљен 230 км северозападно.
Рељеф: Вамала се сместио у унутрашњости Скандинавије, у историјској области Тавастија. Подручје града је равничарско до брежуљкасто, а надморска висина се креће око 60 м.
Клима у Вамали је оштра континентална на прелазу ка субполарној клими. Стога су зиме оштре и дуге, а лета свежа.
Воде: Вамала се развила на каналу који повезује два дела језера Раутавеси. Град је каналом подељен на два дела.

## Историја
Иако је ово подручје насељено још у време праисторије. Данашње насеље је стекло градска права 1907. године.
Последњих пар деценија Вамала се брзо развила у савремено градско насеље.

## Становништво
Према процени из 2012. године у Вамали је живело 10.289 становника, док је број становника општине био 24.474.
Етнички и језички састав: Вамала је одувек била претежно насељена Финцима. Последњих деценија, са јачањем усељавања у Финску, становништво града је постало шароликије. По последњим подацима преовлађују Финци (98,7%), присутни су и у веома малом броју Швеђани (0,2%), док су остало усељеници.